# Silifke (district)
Silifke is een Turks district in de provincie Mersin en telt 111.698 inwoners (2007). Het district heeft een oppervlakte van 2571,8 km². Hoofdplaats is Silifke.
De bevolkingsontwikkeling van het district is weergegeven in onderstaande tabel.
| 1997    | 2000    | 2007    |
| ------- | ------- | ------- |
| 170.286 | 156.351 | 111.698 |